# Arrondissement de Pyritz
L'arrondissement de Pyritz est un arrondissement de la province prussienne de Poméranie de 1815 à 1945. Son chef-lieu est la commune de Pyritz.

## Histoire

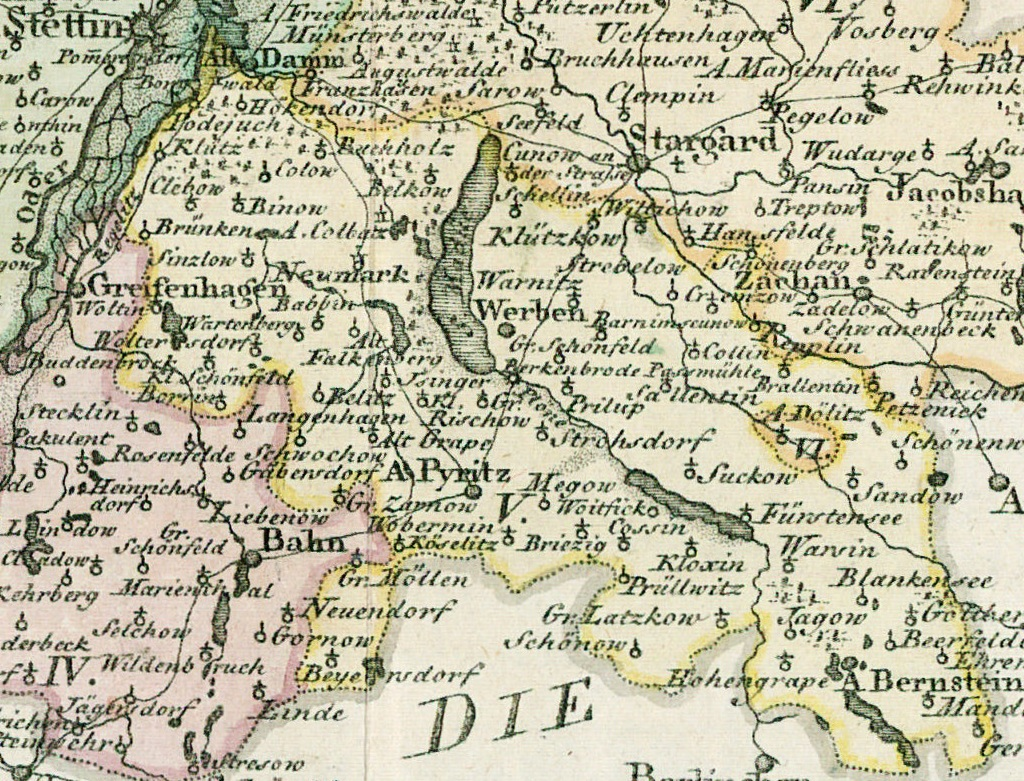
L'arrondissement de Pyritz au XVIIIe siècle

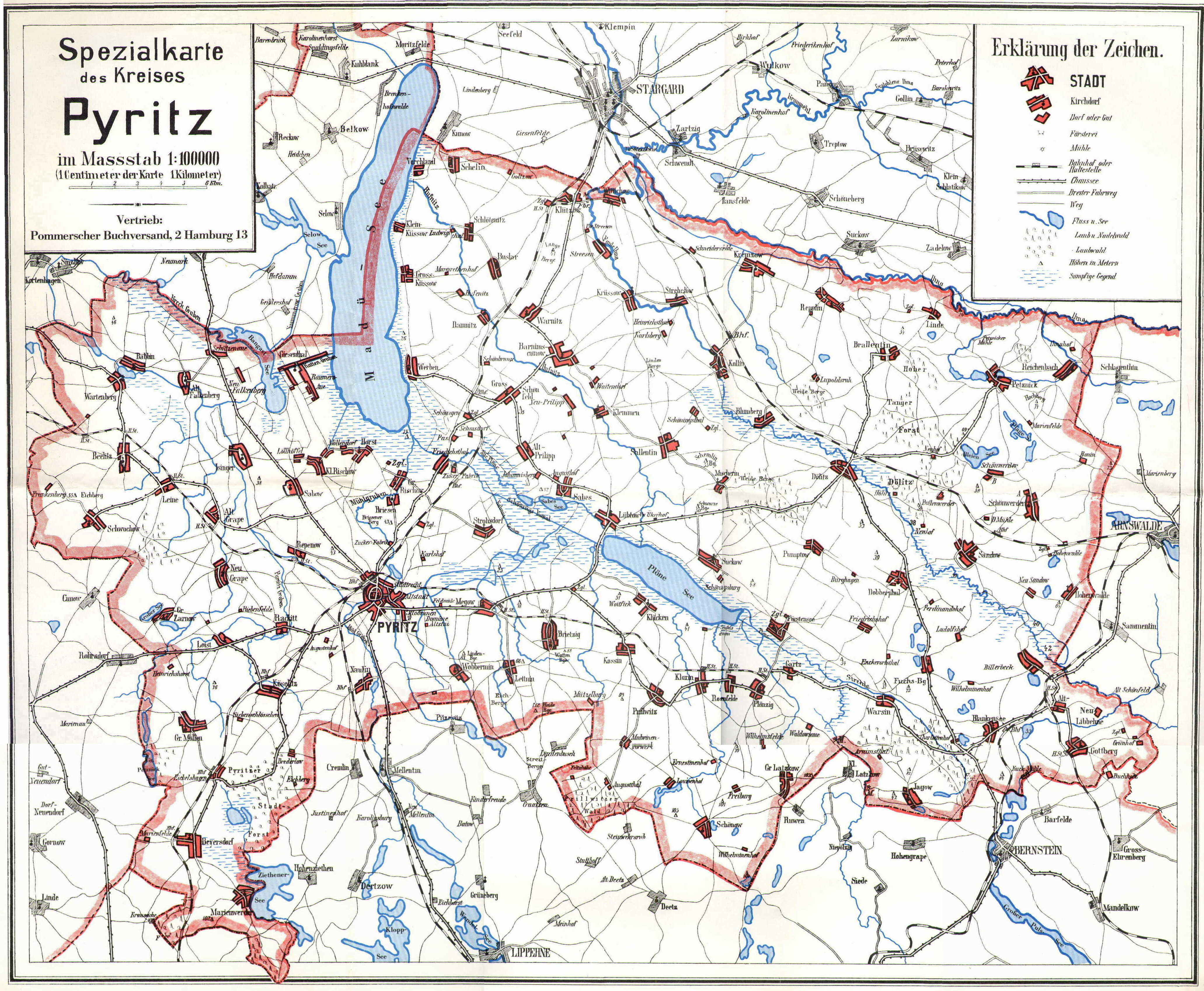
L'arrondissement de Pyritz 1933

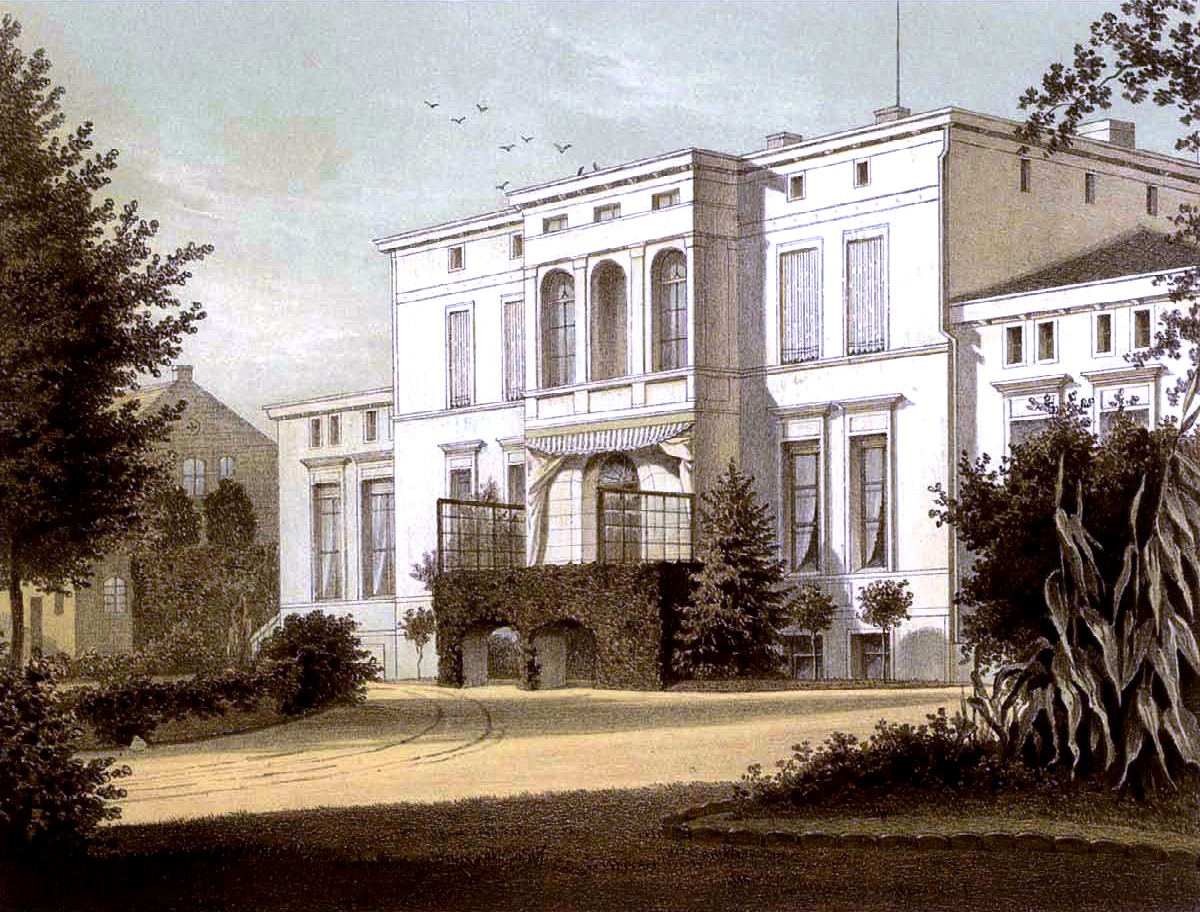
Manoir de Falkenberg, collection Alexander Duncker

Le territoire de ce qui deviendra plus tard l'arrondissement de Pyritz fait partie du domaine des ducs de Poméranie depuis le XIIe siècle. En tant que région frontalière avec la Marche de Brandebourg, les zones du sud sont longtemps l'objet de guerres frontalières entre les deux territoires. Après la guerre de Trente Ans, la Poméranie ultérieure fait partie du Brandebourg-Prusse. En 1723/24, le roi Frédéric-Guillaume Ier de Prusse procède à une réforme des arrondissements en Poméranie-Occidentale. Le nombre des arrondissements et d'administrateurs associés est sensiblement réduit afin de réduire la forte fragmentation territoriale résultant de la complexité des propriétés aristocratiques en Poméranie-Occidentale. L'arrondissement de Pyritz comprend désormais la ville de Pyritz, le bourg de Werben, les bureaux royaux de Bernstein, Kolbatz et Pyritz ainsi qu'un grand nombre de villages et de domaines nobles,
Par l'ordonnance des autorités provinciales du 30 avril 1815, l'arrondissement de Pyritz fait partie du district de Stettin dans la province de Poméranie. Lors de la réforme des arrondissements de 1818 dans le district de Stettin, la démarcation de l'arrondissement de Pyritz est modifiée :
- Un échange territorial a lieu avec l'arrondissement de Greifenhagen, au cours duquel, entre autres, le bureau de Kolbatz est transféré de l'arrondissement de Pyritz à l'arrondissement de Greifenhagen.
- Un échange territorial a lieu avec l'arrondissement de Saatzig, qui touche plusieurs villages.
- Un échange territorial a lieu avec l'arrondissement de Soldin (de) dans la province de Brandebourg, qui touche plusieurs villages[4],[5]

En 1871, l'arrondissement de Pyritz comprend la ville de Pyritz, 88 communes et 75 districts de domaine Le 30 septembre 1929, une réforme régionale a lieu dans l'arrondissement, comme dans le reste de la Prusse, dans laquelle tous les districts de domaine indépendants sont dissous et attribués aux communes voisines.
Pendant la Seconde Guerre mondiale, fin janvier/début février 1945, l'Armée rouge conquit la région et la place dès début mai sous le contrôle de l'administration de la République populaire de Pologne pour le « district de Poméranie-Occidentale ». », qui est créée en mars 1945. Par la suite, à partir de juin 1945, la grande majorité des habitants du quartier sont expulsés et des Polonais s'installent à leur place.

## Évolution de la démographie
| Année | Habitants | Source |
| ----- | --------- | ------ |
| 1797  | 32 640    | [ 9 ]  |
| 1816  | 28 612    | [ 10 ] |
| 1846  | 37 748    | [ 11 ] |
| 1871  | 42 509    | [ 6 ]  |
| 1890  | 43 559    | [ 12 ] |
| 1900  | 42 686    | [ 12 ] |
| 1910  | 43 917    | [ 12 ] |
| 1925  | 49 068    | [ 12 ] |
| 1933  | 47 717    | [ 12 ] |
| 1939  | 47 752    | [ 12 ] |

## Administrateurs de l'arrondissement
- 1745–1750 : Ludwig Imbert du Rosey (de)
- 1750–1759 : David Vincenz von Braunschweig (de)
- 1760–1772 : Georg Christoph von Blanckensee (de)
- 1773–1783 : Joachim Abraham von Oesterling (de)
- 1783–1804 : August Ernst von Schöning (de)
- 1804–1848 : August Peter von Schöning (de)
- 1851–1857 : Julius Rudolf von der Osten (de)
- 1857–1876 : Wilhelm von Schöning (de)
- 1877–1906 : Adolph von Schlieffen (de)
- 1906–1921 : Detlef von Köller (de)
- 1921–1924 : Hermann Sommer (de)
- 1924–1939 : Ernst Delbrück
- 1940–0000: Axel Schmidt
- 1944–0000: Paul Windels (de)

## Constitution communale
Depuis le XIXe siècle, l'arrondissement de Pyritz est divisé en villes, en communes rurales et en districts de domaine. Avec l'introduction de la loi constitutionnelle prussienne sur les communes du 15 décembre 1933 ainsi que le code communal allemand du 30 janvier 1935, le principe du leader est appliqué au niveau municipal. Une nouvelle constitution d'arrondissement n'est plus créée; Les règlements de l'arrondissement pour les provinces de Prusse-Orientale et Occidentale, de Brandebourg, de Poméranie, de Silésie et de Saxe du 19 mars 1881 restent applicables.

## Villes et communes

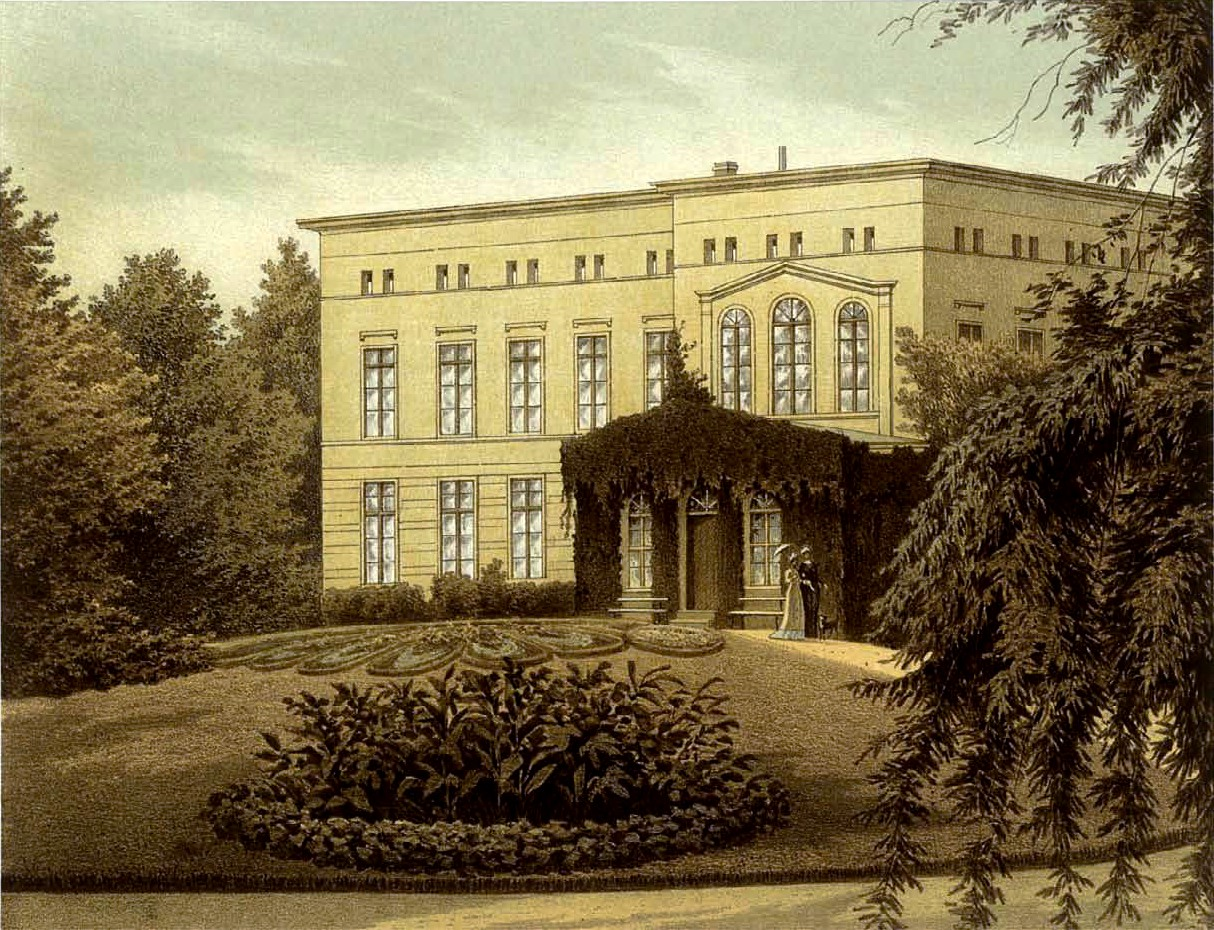
Manoir de Sandow, collection Alexander Duncker

À la fin de son existence en 1945, l'arrondissement de Pyritz comprend la ville de Pyritz et 86 communes : 
| - Alt Falkenberg - Alt Grape - Alt Prilipp - Babbin - Barnimskunow - Beelitz - Beyersdorf - Billerbeck - Blankensee - Blumberg - Brallentin - Brederlow - Briesen - Brietzig - Damnitz - Dobberphul - Dölitz-en-Poméranie - Eichelshagen - Falkenberg - Friedrichshof - Friedrichsthal-en-Poméranie - Fürstensee | - Giesenthal-Raumersaue - Gottberg - Groß Latzkow - Groß Möllen - Groß Rischow - Groß Schönfeld - Groß Zarnow - Hohenwalde - Horst - Isinger - Jagow - Klein Rischow - Klemmen - Kloxin - Klücken - Klützow - Kollin - Köselitz - Kossin - Kremzow - Krüssow - Leine | - Lettnin - Libbehne - Loist - Löllhöfel (de) - Lübtow - Luisenhof - Marienwerder - Möllendorf - Muscherin - Naulin - Neu Falkenberg - Neu Grape - Neu Prilipp - Petznick - Plönzig - Prillwitz - Pumptow - Pyritz, ville - Rackitt - Reichenbach - Repenow - Repplin | - Rosenfelde - Sabes - Sabow - Sallentin - Sandow - Schellin - Schlötenitz (de) - Schöningen - Schönow - Schönwerder - Schützenaue (de) - Schwochow - Strebelow - Strohsdorf - Suckow-sur-la-Plöne - Warnitz - Warsin - Wartenberg - Werben - Wittichow - Wobbermin |

### Communes dissoutes avant 1945
- Hufenitz (de), 1903/1908 à Damnitz
- Giesenthal et Raumersaue, fusionnent après 1910 pour former Giesenthal-Raumersaue
- Ludwigsthal (de), vers 1929 à Schlötenitz
- Woitfick, vers 1929 à Klücken
- Megow, 1938 à Lettnin
- Altstadt, le 1er avril 1939 à Pyritz

## Transports
À partir de 1847, la ligne Stargard-Posen (de) traverse l'arrondissement de Pyritz au nord-est. Ce n'est que 35 ans plus tard, en 1882, que la société de chemin de fer Stargard-Küstrin (de) suit, d'abord avec sa ligne principale, sur laquelle se trouve également le chef-lieu de l'arrondissement. Après la mise en service de la ligne Arnswalde-Glasow dans le sud-est de l'arrondissement en 1898, la branche Pyritz-Jädickendorf suit en 1899.
Les Chemins de fer de Pyritz (de), qui sont dès le départ aux mains de l'État et de l'arrondissement, ouvrent des lignes du chef-lieu de l'arorndissement à Plönzig au sud-est de l'arrondissement et à l'arrondissement voisin de Greifenhagen en 1898.
À Alt Libbehne, le petit chemin de fer Friedeberg-Alt Libbehne (de) bifurque depuis 1902 sur la ligne ferroviaire Arnswalde-Glasow.